# دیوارهای قسطنطنیه
دیوارهای قسطنطنیه یا دیوارهای کُنستانتینوپول (به انگلیسی: Walls of Constantinople) یک رشته از دیوارهای پدافندی دورتادور شهر قسطنطنیه یا کُنستانتینوپول (استانبول کنونی در ترکیه) هستند که از آغاز بنیاد نهادنش به عنوان پایتخت تازه امپراتوری روم به دستور کنستانتین بزرگ (کنستانتین یکم) از این شهر پاسداری و نگاهبانی می‌کردند.
با افزوده‌های بی‌شمار و بازنگری‌های فراوان در درازنای تاریخ، این دیوارها واپسین سامانه باروهای بزرگ در دوران کهن بودند و نیز یکی از پیچیده‌ترین و فنی‌ترین سامانه‌های که تا آن زمان خودش ساخته شده بود.

## پیشینه
دیوارها که در آغاز به دستور کنستانتین کبیر ساخته شده بودند، از همه سو شهر را دربرگرفته بودند و از آن در برابر یورش‌های زمینی و دریایی پاسداری می‌کردند. در سده پنجم میلادی، هنگامی که شهر آغاز به گسترش نمود، دیوارهای دو ردیفهٔ تئودوسیوس ساخته شدند. با اینکه دیگر بخش‌ها به اندازه این دیوارها ماهرانه طراحی نشده بودند، زمانی که نفرات کافی از آنها محافظت می‌کردند، برای هر محاصره کننده قرون وسطایی تقریباً نفوذناپذیر می‌شدند. دیوارهای قسطنطنیه در زمان محاصره آوارها (مردم شمال شرقی قفقاز)، اعراب، روس‌های کیف و بلغارها از شهر قسطنطنیه و امپراتوری بیزانس محافظت کردند. تنها ظهور توپ‌های جنگی باروتی باروها را تضعیف کرده و باعث محاصره و فروپاشی نهایی قسطنطنیه در ماه مه ۱۴۵۳ و افتادن آن به دست عثمانیها شد.
در دوران عثمانی دیوارها دست نخورده باقی ماندند و زمانی که شهر در قرن نوزدهم شروع به گسترش فراتر از مرزهای قرون وسطایش کرد، بخش‌هایی از دیوارهای قسطنطنیه رو به خرابی رفتند. با وجود کوتاهی‌های صورت گرفته در نگهداری از بنا، بسیاری از بخش‌های دیوارها سالم ماندند و هنوز سر پا هستند. در سالیان اخیر، برنامه بازسازی در مقیاس بزرگی در دست انجام است.

## معماری
دیوارهای قسطنطنیه نه تنها در اندازه، که در ساخت و طراحی (در آن ابزارهای دفاعی ساخته دست انسان با موانع طبیعی آمیخته شده بود) بی‌همتا بودند، از نامدارترین سازه‌های دوره قرون وسطی هستند. آمیزه اصلی دیوارها، تکه سنگ پوشانده شده با بلوکهای سنگ آهک و تقویت شده با لایه‌هایی از آجر قرمز است. جهت بهبود یکپارچگی کل سازه، برج‌ها و دیوارهایی مستقل ساخته شدند. مداری دفاعی متشکل از ۲۲/۵ کیلومتر دیوار تقویت شده با بیش از ۴۰۰ برج و سنگر و چندین دژ و بارو قوی، شهر را تماماً دربرگرفته بود. مستحکم‌ترین سازه، مشرف به غرب و در مقابل یک راه زمینی قرار داشت. در آن مکان، در امتداد محدوده ای ۶/۵ کیلومتری از خشکی، دیوارهای افسانه‌ای تئودوسیوس (Theodosian Walls) قرار دارند که ژرفایشان با یکدیگر آمیخته شده و دیوارپایه‌هایشان به مانند دندان‌های کوسه‌ای المپیایی روی هم قرار گرفته‌اند. اگر دشمن آهنگ یورش از این بخش را داشت باید از چهار ردیف دیوار که هر کدام بر فراز دیگری قرار داشتند (با عمقی حدود ۶۰ متر)، گذر می‌کرد.

## بخش‌های گوناگون دیوارهای قسطنطنیه

### دیوارهای کنستانتین
زمانی که کنستانتین کبیر پایتخت امپراتوری را به بیزانس – که خودش با نام روم جدید (Nova Roma) دوباره بنا نهاده بود - منتقل کرد، با ساخت دیواری جدید در حدود ۲/۸ کیلومتری غرب دیوار سِوِران (Severan) و اضافه کردن قلمرو بیشتر، شهر جدید را گسترش داد. استحکامات کنستانتین شامل یک دیوار تقویت شده با برج‌هایی در فاصله‌های منظم بود که ساختش در سال ۳۲۴ آغاز و در زمان سلطنت کنستانتین دوم تکمیل گشت. این بنا، حتی با وجود جایگزین شدن با دیوارهای تئودوسیوس به عنوان مقر دفاعی اصلی شهر، بیشتر دوران بیزانس را دوام آورد؛ تنها دروازهٔ طلایی قدیمی (Old Golden Gate) تا اواخر دوران بیزانس سالم ماند. تا اوائل قرن ۵ ام، مرزهای قسطنطنیه از دیوار کنستانتین فراتر رفته و تا منطقه ای خارج از حصار شهر به نام اکسوکیونین (Exokionion) ادامه پیدا کرده بودند.

### دیوارهای تئودوسیوس

پلان دیوارهای تئودوسیوس

در سال ۴۰۸ در دوران سلطنت امپراتور تئودوسیوس دوم، در ۱۵۰۰ متری غرب دیوار قدیمی که به طول ۵۶۳۰ متر از دریای مرمره تا حومهٔ بلاکرنه در نزدیکی شاخ طلایی ادامه یافته بود، ساخت و ساز دیوار جدیدی آغاز شد. تحت نظارت آنتمیوس، بخشدار ارشد شرق، دیوار جدید که دیوار تئودوسیوس نامیده می‌شد، ساخته و در سال ۴۱۳ کامل شد. در ۶ ام نوامبر ۴۴۷، زلزلهٔ شدیدی بخش‌های بزرگی از دیوار را نابود کرد و از آنجاییکه در آن زمان شهر از سوی آتیلای تاتار (Attila the Hun) تهدید می‌شد، تئودوسیوس دوم به بخشدار شهر، کایروسِ فلوروسی (Kyros of Floros)، که گاهی به او کنستانتین می‌گفتند، دستور داد تا بر تعمیرات ضروری نظارت کند. کایروس کار مرمت دیوارها را به گروهی سپرد و به نقل از کتیبه‌های لاتین و یونانی واقع بر دروازهٔ مولوی خانه (Mevlevihane)، مأموریت آنها ۶۰ روز بعد به اتمام رسید. در همان زمان دیوار خارجی دیگری اضافه و خندق وسیعی جلوی دیوارها حفر شد.
دیوارها در دو خط دفاعی در مجاورت خندق، از لایه‌های متناوبی از آجر و سنگ ساخته شده بودند. دیوار داخلی (دیوار بزرگ، The Great Wall) سازه ای مستحکم به ضخامت ۵ متر و ارتفاع ۱۲ متر بود. ۹۶ برج که اکثراً مربعی شکل بودند (برج‌های هشت و شش ضلعی نیز بین آنها وجود داشت)، با ارتفاع ۲۰–۱۸ متر و به فاصلهٔ ۵۵ متر از یکدیگر سازه را تقویت می‌کردند. بالای هر برج تراس بارو داری قرار گرفته بود. فضای داخلی بنا دو طبقه داشت. از طبقهٔ پایین، که به داخل شهر راه پیدا می‌کرد، به عنوان انبار استفاده می‌شد، درحالی‌که، طبقهٔ بالا که دسترسی به آن از طریق گذرگاه درون دیوارها میسر بود، پنجره‌هایی برای مشاهدهٔ شهر و پرتاب گلوله قرار داشتند. دسترسی به دیوارها از طریق پلکان وسیع کنارشان امکان‌پذیر بوده‌است. دیوار خارجی (سنگر خارجی، Proteichisma) به فاصلهٔ ۲۰–۱۵ متری از دیوار اصلی ساخته شد و فضایی به نام پِریبوُلوس (peribolos، به معنای محوطه) بین دو دیوار ایجاد کرد. ضخامت پایهٔ دیوار خارجی ۲ متر بود و اتاق‌های طاق داری هم تراز با پریبولوس داشت که بالای آنها گذرگاهی بارو دار با ارتفاع ۸/۵ متر قرار گرفته بود. دسترسی به دیوار خارجی از سمت شهر، از طریق دروازه‌های اصلی، یا درهای فرعی کوچک واقع در پایهٔ برج‌های دیوار داخلی امکان‌پذیر بود. دیوار خارجی نیز ۹۶ برج به فرم‌های مربع و هلالی شکل داشت که در وسط فاصله‌های مابین برج‌های دیوار داخلی قرار گرفته بودند. برج‌ها شامل اتاق‌های پنجره داری هم تراز با پریبولوس بودند که بالای آنها تراسی بارو دار قرار داشت و قسمت‌های پایینیشان یا تو پر بودند یا درهای فرعی کوچکی داشتند که دسترسی به تراس خارجی را امکان‌پذیر می‌ساختند. خندق در فاصله ای حدود ۱۵ متر از دیوار خارجی قرار داشت و تراسی به نام پاراتِشِن (parateichion) را ایجاد کرده بود که در آن جاده ای سنگفرش شده در امتداد طول دیوارها قرار گرفته بود. خود خندق ۲۰ متر پهنا و ۱۰ متر عمق داشت و در قسمت داخلی اش دیوار کنگره‌داری به ارتفاع ۱/۵ متر وجود داشت که اولین خط دفاعی محسوب می‌شد.

### دیوارهای بلاکرنه

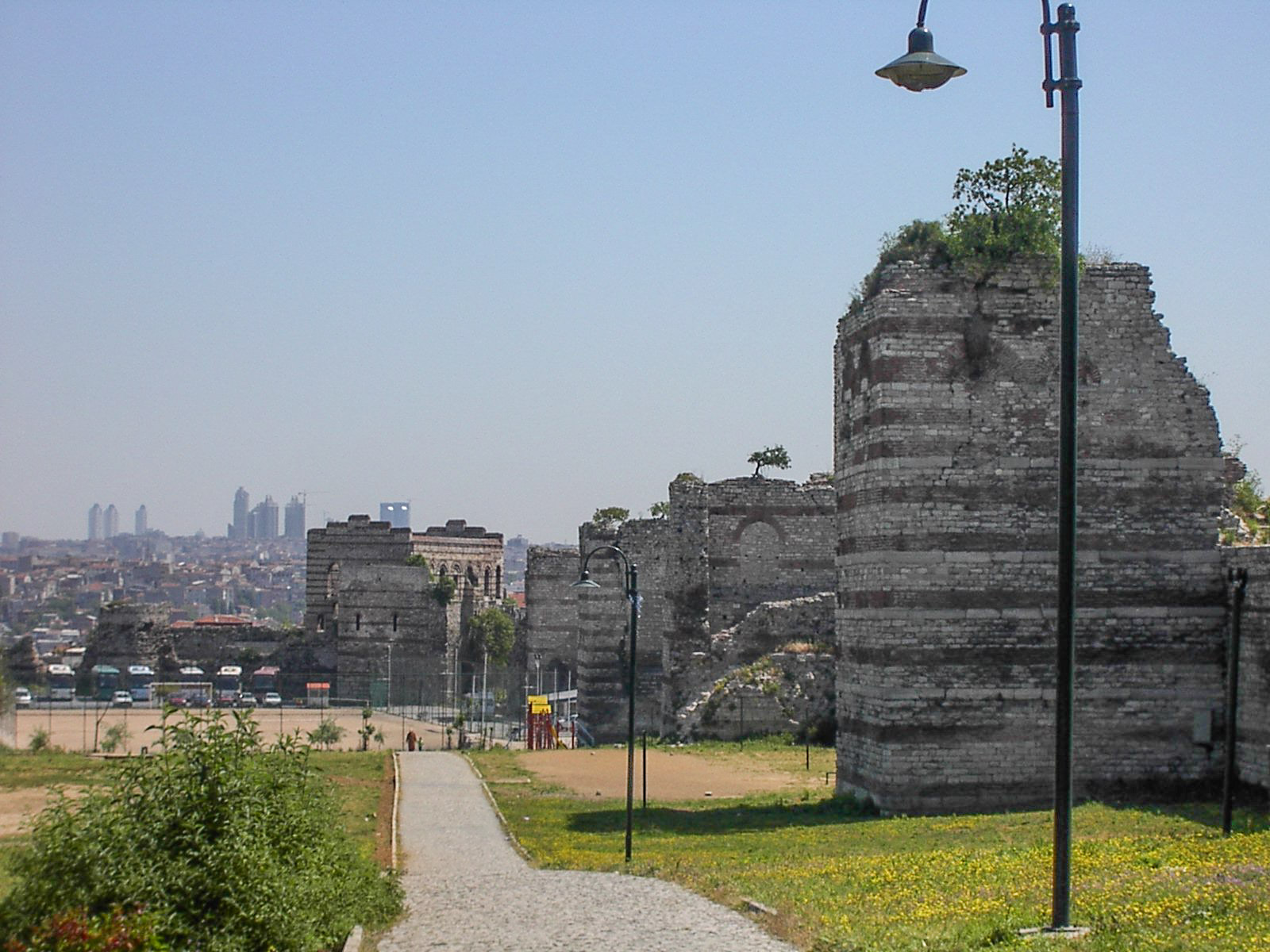

در گوشهٔ شمال غربی شهر، حومهٔ بلاکرنه به همراه کلیسای مهم پاناژیا ولاشِرنیوتیسا (Panagia Vlacherniotissa) خارج از دیوارهای تئودوسیوس قرار گرفتند. در زمان سلطنت هراکلیوس (Heraclius)، در حدود سال ۶۲۷ در خلال محاصرهٔ آوارها (Avar) جهت محافظت از بلاکرنه دیوار تکی ساخته شد. در سال ۸۱۴، لئو ی پنجم ارمنی برای حفاظت از منطقه در برابر یورش بلغارها، در مقابل دیوار هراکلیوس دیوار جدیدی ساخت. در قرن ۱۲ ام، زمانیکه بلاکرنه به مقر کارامد امپراتوری تبدیل شده بود، مانوئل یکم کومننوس جهت محافظت از کاخ‌های امپراتوری، دیواری ساخت که از انتهای دیوارهای تئودوسیوس شروع می‌شد و بعداً با دیوار دیگری (احتمالاً در زمان سلطنت ایزاک دوم آنجلوس) به دیوار هراکلیوس متصل شد. با وجود همهٔ این‌ها، استحکامات بخش بلاکرنه همچنان از استحکامات دیوار تئودوسیوس ضعیف تر بود و از این مکان بود که سربازان صلیبی جنگ صلیبی چهارم توانستند به دیوارها نفوذ کرده و برای اولین بار وارد شهر شوند.
دیوار بلاکرنه شامل ۴ دیوار مجرد است که در دوره‌های زمانی مختلف ساخته شده‌اند. دیوارها در کل ۱۵–۱۲ متر طول داشته، از دیوارهای تئودوسیوس ضخیمتر هستند؛ در مقایسه با دیوارهای تئودوسیوس برج‌های این دیوار به یکدیگر نزدیکترند و خندقی در مقابلشان وجود ندارد. استحکامات از انتهای دیوارهای تئودوسیوس با دیوار کومننوس آغاز شده و به وسیلهٔ دیوار آنجلوس به دیوار هراکلیوس (که به نوبهٔ خود به دیوارهای دریایی واقع در شاخ طلایی متصل است) وصل می‌شوند. دیوار لئوی پنجم در مقابل دیوار هراکلیوس قرار دارد.

### دیوارهای دریایی
اولین دیوارهای مشرف به دریا به همراه دیوار زمینی اصلی به دستور کنستانتین اول ساخته شدند و شهر را از سمت دریای مرمره (Propontis) و خلیج شاخ طلایی (Khrysoun Keras) احاطه کردند؛ اطلاعات اندکی در مورد این دیوارها در دسترس است اما احتمال می‌رود که دیوارهای بعدی شبیه به همین دیوارها ساخته شده باشند. پس از اولین بزرگ سازی شهر، در سال ۴۳۹ تئودوسیوس دوم به بخشدار آن زمان شرق، کایروس پاناپولیتس (Kyros Panopolites) دستور داد که دیوارهای دریایی قدیمی را به اندازه ای گسترش دهد که تمام شهر را دربر گیرند. ساخت دیوارها شبیه به دیوارهای تئودوسیوس اما ساده‌تر از آن‌ها بود. از آنجاییکه در آن زمان تهدیدی از طرف دریا برای شهر وجود نداشت، این بنا با یک دیوار تک نسبتاً کم ارتفاع ساخته شد و ناوگان‌های رومی در آنجا از برتری مسلم خود لذت می‌بردند. جریان‌های دریایی بسفر و بادهای جنوب غربی (Lodos)، حمله به شهر را برای کشتی‌های جنگی پارویی یا بادبان دار غیرممکن می‌کرد. زنجیری سنگین که با بشکه‌های شناور تقویت می‌شد از دسترسی دشمنان به دیوارهای مشرف به شاخ طلایی جلوگیری می‌کرد و به مانند برج کاراکوی در امتداد دهانهٔ این ورودی کشیده شده بود. یک انتهای این زنجیر به برجی در سیرکچی (Sirkeci) و انتهای دیگر آن به برج مربعی بزرگی که بعدها زیرزمینش به مسجد یرآلتی (Yeralti، به معنای زیرزمین) تبدیل شد، بسته شده بود.
پس از فتح سوریه، مصر و کرت توسط اعراب، خطر از جانب دریا افزایش یافت و باعث شد امپراتورها یکی پس از دیگری به دیوارها رسیدگی کنند. اولین بار آناستاسیوس دوم در اوائل قرن ۸ ام دیوارها را نوسازی کرد. میکائیل دوم بازسازی ای در مقیاس بزرگ را بنیان نهاد که نهایتاً توسط جانشینش تئوفیلوس انجام شد؛ این بازسازی شامل مرتفع کردن دیوارها می‌شد. گرچه، در زمان محاصرهٔ شهر در جنگ صلیبی چهارم، هنگامی که ونیزی‌ها توانستند به دیوارها یورش ببرند، ثابت شد که دیوارهای دریایی نقطهٔ آسیب‌پذیری در استحکامات شهر هستند. پس از این تجربهٔ تلخ و باز پس گرفتن شهر در سال ۱۲۶۱، میکائیل هشتم پالایولوگوس، زمانی که با تهدید حمله از طرف چارلز آنژویی (Charles d'Anjou) مواجه شد، وقت زیادی را صرف مرتفع کردن و تقویت دیوارهای مشرف به دریا کرد.

### دیوارهای پروپونتیس
دیوار پروپونتیس در حدود خط ساحلی - به استثنای بندرها و اسکله‌ها - ساخته شد و با داشتن ارتفاعی به اندازهٔ ۱۵–۱۲ متر شامل ۱۰ دروازه، ۳ دروازهٔ کوچک، ۱۸۸ برج و طول کلی تقریباً ۸۴۶۰ متر به همراه ۱۰۸۰ متر دیگر که دیوار داخلی بندر ولانگا (Vlanga) را تشکیل می‌داد، می‌شد. چندین بخش دیوار طی ساخت و ساز جادهٔ ساحلی در سال ۵۷–۱۹۵۶ تخریب شدند. برج‌های دیوار، از برج مرمرین (Marble Tower) تا دماغهٔ سنت دمتریوس (cape of St. Demetrius) واقع در لبهٔ دژ باستانی شهر – کنج حرمسرا (Seraglio Point)جای گرفته بودند.